# Бертон, Леон Чарльз
Бертон, Леон Чарльз (англ. Leon Charles Beurton; 19 февраля 1914, Оксфорд — 29 октября 1997, Берлин) — агент советской военной разведки, британский подданный, второй муж писательницы и разведчицы Рут Вернер.

## Биография
Родился 19 февраля 1914 года в Баркинге (район Лондона). Отец его, француз по рождению, принял английское подданство. 

Бертон в 1936 году в составе интернациональной бригады отправился воевать в Испанию.

- 1936 — Бертон, в составе интернациональной бригады, отправился воевать в Испанию.
- 1939 — летом, после инструктажа, Бертона был направлен во Франкфурт-на-Майне. В августе Бертона вместе с Александром Аланом Футом отозвали в Швейцарию, где Рут Вернер (Урсула Кучински) обучила обоих радиоделу. Бертон стал помощником Урсулы, а в 1940 году женился на ней, в результате чего Урсула получила Британское гражданство.

Из воспоминании Рут Вернер:

У 25-летнего Лена была густая каштановая шевелюра, сросшиеся брови и каре-зелёные, ясные глаза. Был он тонок, по-спортивному подобран, силён и мускулист. То застенчивый, то задиристый, — Лен производил впечатления человека, пока ещё не отлившегося в окончательную форму, в котором ещё порядочно оставалось от мальчишки. В отличие от Джима, Лен был неприхотлив в материальном отношении и, тоже в противоположность Джиму, был в высшей степени деликатен.

После того, как Рут Вернер уехала из Швейцарии в Англию, Бертон оставался в группе Шандора Радо до лета 1942 года. Затем он получил паспорт на имя Джона Миллера. Из Испании он поехал в Лиссабон и в июне 1942 года прибыл в Оксфорд. 8 сентября 1943 года у Бертона и Урсулы родился сын Петер. Затем, после рождения сына, Бертон был призван на фронт. В 1948 году Бертон работал настройщиком станков в фирме Чиппинг Нортон и принимал деятельное участие в работе местной ячейки КП. С 1951 года жил в ГДР, работал в информационном агентстве АДН.
Умер в 1997 году в Берлине, похоронен на местном Баумшуленвегском кладбище.